# タズマニアン・デビル

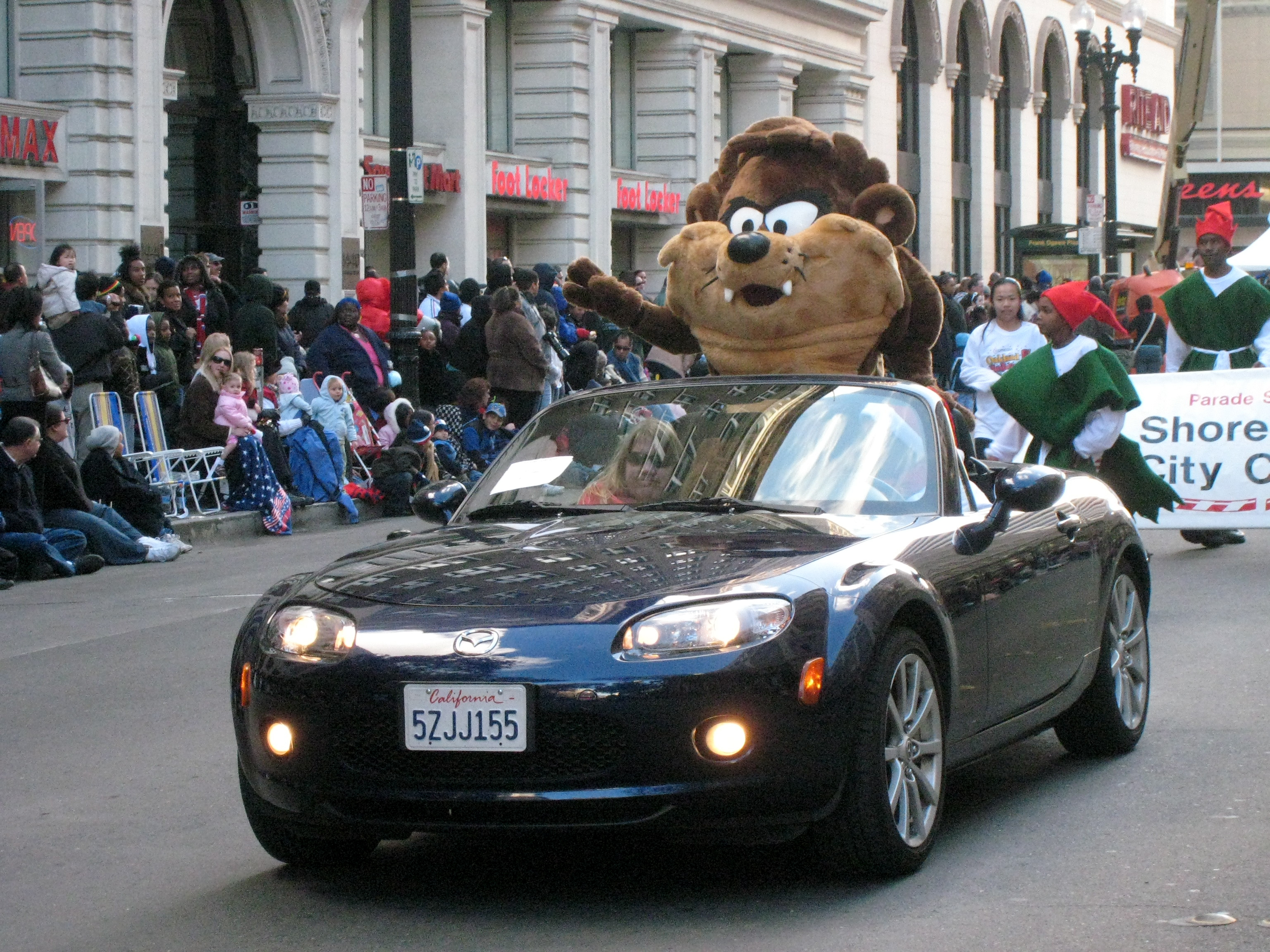
タズマニアン・デビルの着ぐるみ

タズマニアン・デビル（Tasmanian Devil）は、ルーニー・テューンズのキャラクター。

## 概要
タズは凶暴な肉食獣、デビル参上（DEVIL MAY HARE）でデビューした。
彼は渦巻のように回転し街を廻るため、ダック対デビル（DUCKING THE DEVIL）の場面では動物園から逃げ出し、市民が大騒ぎしていた。
このタズマニアン・デビルは、タスマニアに生息するタスマニアンデビルがモデルであり、タズはタスマニア諸語をしゃべる。
ルーニー・テューンズ・ショーでは、バッグスのペットとなって大人しくなっており、タズはその番組の中の『Merrie Melodies』のみ喋る。
タズの家族には、父のヒュー、母のジャン、姉のモリー、兄のジェイク、叔父のドリュー、妻のシー、そして小孫のスラムがいる。
新 ルーニーテューンズでは、シーではない妻と名の無き息子が登場している。
過去に1991年から1995年までタズを主人公にしたスピンオフ作品のアニメが制作されて、タイトルは「タズマニア」でオーストラリアが舞台のタズが大活躍する冒険・コメディアニメでタズの家族の他にバックスなどを始めとするルーニー・テューンズのキャラやこのアニメだけのオリジナルキャラでオーストラリア生息する生き物が登場して、タズと一緒に活躍する。日本では未放送である。

## 声優
アメリカ版
- メル・ブランク（1954-1983）
- ジェフ・バーグマン（タイニー・トゥーンズ[3][4]、Chasers Anonymous、Looney Tunes Dash）
- ノエル・ブラン（タイニー・トゥーンズ）
- モーリス・ラマルシュ（タイニー・トゥーンズ）
- グレッグバーソン（(Looney Tunes River Ride、タイニー・トゥーンズ、Bugs Bunny: Rabbit Rampage、Looney Tunes B-Ball）
- ジム・カミングス（Taz-Mania、アニマニアックス、シルベスター&トゥイーティー ミステリー、スーパー・ダック、Bugs Bunny's Silly Seals[5], Looney Tunes: What's Up Rock?[6]、Looney Tunes:What's Up Rock？、トゥイーティーのフライングアドベンチャー 80日間世界一周大冒険、ダック・ドジャース、Looney Tunes:Reality Check[7]、Looney Tunes:Stranger Than Fiction[8]、Bah,Humduck! A Looney Tunes Christmas、ルーニーテューンズ・ショー、新 ルーニーテューンズ）
- ディー・ブラッドリー・ベイカー（スペース・ジャム）
- フランク・ウェルカー（Looney Tunes: The Junkyard Run）[9]
- イアン・ジェームズ・コレット（ベビー・ルーニー・テューンズ）
- ブレンダン・フレイザー（ルーニー・テューンズ:バック・イン・アクション）
- ジョー・アラスカイ（Looney Tunes ClickN READ Phonics、webtoons（2004-2005））
- キース・スコット（Looney Tunes:What's Up Rock？）[6]
- ケビン・シニック（MAD）
- エリック・バウザ（Looney Tunes: World of Mayhem）
- フレッド・タタシオレ（Looney Tunes Cartoons[10]）

日本語吹き替え版
- 大宮悌二[11][12]（テレビ東京版タイニートゥーンズ）
- 麦人（ルーニー・テューンズ'96以降）
- 多田野曜平（ベビー・ルーニー・テューンズ）

『ぶっちぎりステージ』は不明、麦人も出演しているがタズ役ではなかった。